# الفاتح (فرقيطة)
الفاتح هي فرقيطة والسفينة القائد لفئة جوويند لدى البحرية المصرية، دخلت الخدمة في 22 سبتمبر 2017 وهي واحدة من 4 سفن تم التعاقد معها مع فرنسا والوحيدة التي تم بنائها في فرنسا، الباقي تم بنائه في مصر.

## المواصفات
تزن السفنية 2500 طن وطولها 105 أمتار، وتقدر سرعتها القصوى ب55 كلم في الساعة، ومداها الأقصى 9000 كلم، وفترة البقاء في البحر 3 أسابيع وتم تزويد الفرفيطة برادار ثلاثي الأبعاد ثنائي الإشعاع كما يمكنهت تتبع 500 هدف في وقت واحد وتعمل أيضًا كرادار تحكم نيراني لتوجيه الصواريخ المضادة للطائرات وتمتلك قدرة هائلة على التصدي للتشويش الإلكتروني المكثف.كما تملك منظومة كهروبصرية وحرارية، وذلك من أجل البحث والتتبع والتوجيه النيراني للأسلحة، كما تحتوي على منظومة سونار مجرورة للأعماق المختلفة لتوجيه الطوربيدات المضادة للغواصات بخلاف منظومة سونار مثبتة على الهيكل لكشف الغواصات.